# Wolfgang Dümcke
Wolfgang Dümcke (* 21. November 1953  in Parchim) ist ein deutscher Fernsehproduzent, Autor und Regisseur.

## Leben
Dümcke wurde 1981 an der Hochschule für Ökonomie Berlin in Wirtschaftswissenschaft und 1989 an der Humboldt-Universität zu Berlin in Philosophie promoviert. Anschließend war er  Wissenschaftlicher Oberassistent im Fachbereich Sozialwissenschaften der Humboldt-Universität mit den Arbeitsgebieten Theorie, Geschichte und Didaktik der Politischen Bildung. Er ist Lehrbeauftragter für Medien- und Bildungspolitik an der Universität Potsdam, Universität zu Köln, der Freien Universität Berlin und der Medienakademie Berlin. Zusammen mit Fritz Vilmar veröffentlichte er die 1995 erschienene Untersuchung Kolonialisierung der DDR – Kritische Analysen und Alternativen des Einigungsprozesses, die in mehreren Auflagen erschien.
Dümcke war realisierender Redakteur beim Rundfunk Berlin-Brandenburg (RBB) für das Format Die Jury hilft. Für den RBB war er von 2001 bis 2011 Produzent des wöchentlich ausgestrahlten Heimatjournals. Er ist seit 1998 Geschäftsführer des  „Filmbüros Potsdam“ und seit 2003 gemeinsam mit Ingo Röske Gesellschafter der Postproduktionsfirma Schnittbüro Potsdam.
Dümcke ist Autor zahlreicher Reportagen für den RBB. Schwerpunkte sind dabei Themen von gesellschaftlicher Relevanz, die Menschen in Alltagssituationen zeigen. 
Dümcke ist verheiratet und hat eine Tochter und zwei Söhne. Der verstorbene jüngste Sohn Jonathan Dümcke (1991–2013) war als Schauspieler tätig.

## Schriften
- Ökonomische Grundlagen der Persönlichkeitsentwicklung im Sozialismus. Hochschule für Ökonomie (Dissertation), 1981.
- Zur Rolle des Politischen in der gesellschaftstheoretischen Konzeption von Jürgen Habermas. Humboldt-Universität, Dissertation, 1989.
- Politische Bildung in den neuen Bundesländern – Versuch einer Problematisierung der Voraussetzungen und Perspektiven. Krämer, Hamburg, ISBN 3-926952-42-3.
- mit Fritz Vilmar: Kolonialisierung der DDR: kritische Analysen und Alternativen des Einigungsprozesses. 3. Auflage. Agenda Verlag, Münster 1996, ISBN 3-929440-67-9.
- mit Peter Massing (Hrsg.): Wendepunkte. Zur deutschen Geschichte von 1945 bis heute. Wochenschau-Verlag, Schwalbach/Taunus, ISBN 3-87920-653-8.